# Benzokain
Benzokain eller p-amino-benzoesyreætylester er et lokalbedøvende lægemiddel, der administreres topikalt. Det bruges blandt andet indenfor tandpleje. Den kemiske sammensætning betegnes H2N-C6H4-COOC2H5.
Det blev syntetiseret for første gang i Tyskland i 1890 af den tyske kemiker Eduard Ritsert (1859–1946) i Eberbach i Baden og taget i brug som lægemiddel i 1902 under navnet "Anästhesin"..
En bivirkning ved lægemidlet kan være methæmoglobinæmi (forhøjet mængde af mæthæmoglobin i blodet).
I Danmark sælges benzokain kun som sugetabletter til smertelindring i mundhulen. I andre lande kan stoffet også findes i salver til eksempelvis bekæmpelse af myggestik samt i hverdagsprodukter som kosmetik og solcreme. I Danmark har Miljøstyrelsen forbudt denne anvendelse.